# Sphallowithius inhonestus
Espèce
Sphallowithius inhonestus est une espèce de pseudoscorpions de la famille des Withiidae.

## Distribution
Cette espèce est endémique de l'île de Sainte-Hélène.

## Publication originale
- Beier, 1977 : Pseudoscorpiones. La faune terrestre de l'île de Sainte-Hélène IV. Annales du Musée Royal de l'Afrique Centrale, Zoologie, sér. 8, vol. 220, p. 2-11.